# Episodi di Perry Mason (prima stagione)
La prima stagione della serie televisiva Perry Mason è andata in onda negli Stati Uniti dal 21 settembre 1957 al 28 giugno 1958 sulla CBS.
| nº | Titolo originale                    | Titolo italiano                | Prima TV USA      | Prima TV Italia    |
| -- | ----------------------------------- | ------------------------------ | ----------------- | ------------------ |
| 1  | The Case of the Restless Redhead    | Occhi azzurri                  | 21 settembre 1957 | 28 agosto 1992     |
| 2  | The Case of the Sleepwalker's Niece | Un caso di sonnambulismo       | 28 settembre 1957 | 4 gennaio 1992     |
| 3  | The Case of the Nervous Accomplice  | Una cartuccia a salve          | 5 ottobre 1957    | 13 luglio 1992     |
| 4  | The Case of the Drowning Duck       | La signora x                   | 12 ottobre 1957   | mai andato in onda |
| 5  | The Case of the Sulky Girl          | Una ragazza ostinata           | 19 ottobre 1957   | 3 settembre 1959   |
| 6  | The Case of the Silent Partner      | Una bellissima orchidea        | 26 ottobre 1957   | 5 gennaio 1960     |
| 7  | The Case of the Angry Mourner       | Una bella vacanza              | 2 novembre 1957   | 15 ottobre 1991    |
| 8  | The Case of the Crimson Kiss        | Il bacio dell'addio            | 9 novembre 1957   | 11 gennaio 1992    |
| 9  | The Case of the Vagabond Vixen      | Molti modi per pagare          | 16 novembre 1957  | 25 giugno 1987     |
| 10 | The Case of the Runaway Corpse      | Il cadavere scomparso          | 23 novembre 1957  | 17 settembre 1993  |
| 11 | The Case of the Crooked Candle      | Delitto a bordo                | 30 novembre 1957  | 17 settembre 1959  |
| 12 | The Case of the Negligent Nymph     | Una donna in mare              | 7 dicembre 1957   | 22 ottobre 1959    |
| 13 | The Case of the Moth-Eaten Mink     | Stanza 815                     | 14 dicembre 1957  | 24 settembre 1959  |
| 14 | The Case of the Baited Hook         | L'eredità di Carol             | 21 dicembre 1957  | 20 settembre 1960  |
| 15 | The Case of the Fan-Dancer's Horse  | Un ventaglio di piume          | 28 dicembre 1957  | 15 ottobre 1991    |
| 16 | The Case of the Demure Defendant    | Il siero della verità          | 4 gennaio 1958    | 29 gennaio 1969    |
| 17 | The Case of the Sun Bather's Diary  | Il diario nascosto             | 11 gennaio 1958   | 10 agosto 1960     |
| 18 | The Case of the Cautious Coquette   | Un alibi di ferro              | 18 gennaio 1958   | 8 ottobre 1959     |
| 19 | The Case of the Haunted Husband     | Situazione disperata           | 25 gennaio 1958   | 10 settembre 1959  |
| 20 | The Case of the Lonely Heiress      | L'investigatore nei pasticci   | 1º febbraio 1958  | 1º ottobre 1959    |
| 21 | The Case of the Green-Eyed Sister   | A lei signor Mason             | 8 febbraio 1958   | 15 novembre 1959   |
| 22 | The Case of the Fugitive Nurse      | La strana morte del dr. Morris | 15 febbraio 1958  | 3 marzo 1960       |
| 23 | The Case of the One-Eyed Witness    | Un occhio vigile               | 22 febbraio 1958  | 30 giugno 1993     |
| 24 | The Case of the Deadly Double       | La donna del visone            | 1º marzo 1958     | 11 ottobre 1960    |
| 25 | The Case of the Empty Tin           | Cercasi ereditiera             | 8 marzo 1958      | 23 agosto 1960     |
| 26 | The Case of the Half-Wakened Wife   | Il caso Shelby                 | 15 marzo 1958     | 24 agosto 1960     |
| 27 | The Case of the Desperate Daughter  | Una cliente smemorata          | 22 marzo 1958     | 17 agosto 1960     |
| 28 | The Case of the Daring Decoy        | Il delitto della stanza 709    | 29 marzo 1958     | 4 ottobre 1960     |
| 29 | The Case of the Hesitant Hostess    | Sala da ballo                  | 5 aprile 1958     | 15 settembre 1992  |
| 30 | The Case of the Screaming Woman     | Mason nei guai                 | 26 aprile 1958    | 29 ottobre 1959    |
| 31 | The Case of the Fiery Fingers       | Arsenico in bianco             | 3 maggio 1958     | 13 settembre 1960  |
| 32 | The Case of the Substitute Face     | Un uomo in mare                | 10 maggio 1958    | 27 settembre 1960  |
| 33 | The Case of the Long-Legged Models  | Le tre pistole                 | 17 maggio 1958    | 1º luglio 1993     |
| 34 | The Case of the Gilded Lily         | Un orecchino di diamanti       | 24 maggio 1958    | 22 luglio 1993     |
| 35 | The Case of the Lazy Lover          | Tracce di morte                | 31 maggio 1958    | 23 luglio 1993     |
| 36 | The Case of the Prodigal Parent     | Proiezione in aula             | 7 giugno 1958     | 26 luglio 1993     |
| 37 | The Case of the Black-Eyed Blonde   | Un bambino in vendita          | 14 giugno 1958    | 27 luglio 1993     |
| 38 | The Case of the Terrified Typist    | Diamanti purissimi             | 21 giugno 1958    | mai andato in onda |
| 39 | The Case of the Rolling Bones       | Trent'anni dopo                | 28 giugno 1958    | 29 luglio 1993     |

## Occhi azzurri
- Titolo originale: The Case of the Restless Redhead
- Diretto da: William D. Russell
- Scritto da: Russell S. Hughes

### Trama
La cliente di Perry Mason trova una pistola nascosta nel suo appartamento e chiede aiuto all'avvocato. Mentre guida per andare a Los Angeles, viene inseguita e minacciata da una macchina guidata da un uomo incappucciato. Spara due colpi con la pistola che ha trovato. Un uomo verrà poi trovato morto in una macchina precipitata in una scarpata nei pressi del posto dell'inseguimento, ma la polizia scopre che è stato ucciso con un colpo di pistola prima di essere immesso nell'auto. La cliente è accusata di omicidio. Perry Mason confonde le acque sparando dei colpi con un'altra pistola identica e facendo il gioco delle tre carte con le pistole.
- Guest star: Norman Leavitt (sig. Redfield), Clark Howat (poliziotto), Lorraine Martin (operatore di Drake), Jack Gargan (impiegato di corte), Whitney Blake (Evelyn Bagby), Vaughn Taylor (Lewis Boles), Jane Buchanan (sig.ra Boles), Ralph Clanton (Mervyn Aldritch), Dick Rich (sergente Holcomb), Gloria Henry (Helene Chaney), Grandon Rhodes (giudice Kippen), Helen Mayon (Mary Thompson)

## Un caso di sonnambulismo
- Titolo originale: The Case of the Sleepwalker's Niece
- Diretto da: William D. Russell
- Scritto da: Laurence Marks e Gene Wang

### Trama
Un uomo d'affari in preda a sonnambulismo viene sorpreso accanto al letto della moglie con un coltello in mano. La moglie lo accusa di volerla uccidere; inizia così una causa di divorzio. Questa si intreccia con un tentativo di ricatto ai danni dell'uomo d'affari, che nel frattempo vuole risposarsi; il ricattatore, d'accordo con la moglie, minaccia di bloccare il divorzio se non riuscirà a prendere il controllo dell'azienda dell'uomo d'affari. L'uomo ricorre a Perry Mason per la causa di divorzio. Ma quando il fratellastro e partner del cliente di Mason, viene trovato morto, ucciso con un coltello, Perry dovrà difendere l'uomo dall'accusa di omicidio. L'accusa ritiene che il sonnambulismo sia in realtà un tentativo di depistaggio. 
- Guest star: Clark Howat (poliziotto), Tony Michaels (Jackson), Joey Ray (detective), Fred Graham (sceriffo), John McNamara (Peter Cole), Hillary Brooke (Doris Cole), John Archer (Frank Maddox), Nancy Hadley (Edna Hammer), Darryl Hickman (Steve Harris), Helen Mowery (Lucille Mays), Thomas Browne Henry (Ralph Duncan), Harry Hickox (Phillip Kendall), Kenneth R. MacDonald (giudice), Jack W. Harris (impiegato di corte)

## Una cartuccia a salve
- Titolo originale: The Case of the Nervous Accomplice
- Diretto da: William D. Russell
- Scritto da: Stirling Silliphant

### Trama
La moglie di un ricco petroliere vuole riconquistare il marito ed allontanarlo dalla giovane amante. Assume quindi Mason per acquistare quote della società petrolifera, ma viene incastrata quando l'uomo da cui Mason ha acquistato le quote viene ucciso. La donna è accanto alla vittima quando questa viene uccisa con uno sparo proveniente da lontano; spaventata fugge dalla scena del crimine. Con uno stratagemma l'assassino spara quindi un secondo colpo a salve vicino alla vittima facendo così credere alla polizia che il colpo letale è stato sparato a bruciapelo. Sta a Mason dipanare la matassa. 
- Guest star: George Eldredge (Fenton Thompson), Robert Bice (Hurley), Sam Flint (sig. Rector), Gail Bonney (Harriet), Margaret Hayes (Sybil Granger), Richard Hale (George Lutz), Greta Thyssen (Roxy Howard), William Roerick (Bruce Granger), Robert Cornthwaite (Herbert Dean), Jean Howell (Vinnie Dean), James Gavin (Jerome Keddie), Norman Leavitt (Alexander Redfield), Claudia Bryar (Ruth Marvel), Morris Ankrum (giudice), Tyler McVey (Sam Elkins), Jack W. Harris (impiegato di corte)

## La signora x
- Titolo originale: The Case of the Drowning Duck
- Diretto da: William D. Russell
- Scritto da: Al C. Ward

### Trama
Un ricco signore, Clyde Waters, incarica Perry Mason di fare delle indagini su un omicidio avvenuto 18 anni prima in una cittadina di provincia, Logan City. La figlia del cliente di Mason vuole infatti sposare un giovane che conosce pochissimo del passato di suo padre. Il cliente di Mason, facendo delle indagini ha scoperto che il giovane è figlio di colui che 18 anni prima è stato condannato e giustiziato proprio per quell’omicidio. Mason decide di recarsi in provincia a dare un’occhiata. La situazione precipita quando Donald Briggs (l'investigatore a cui Clyde Waters si era rivolto) prima tenta di trarre profitto con dei ricatti, poi viene avvelenato. Il futuro genero del cliente di Mason viene accusato dell’omicidio anche perché ritenuto esperto di esperimenti di chimica. Mason dovrà risolvere il caso vecchio di 18 anni se vuole scagionare il giovane.
- Guest star: Philip Tonge (Harry Cortland), Tom London (tassista Charlie), Helen G Hatch (segretaria), Joe Forte (dottor Creel), Carol Kelly (Lois Reed), Nolan Leary (giudice Meeham), Victor Sutherland (Clyde Waters), Carolyn Craig (Helen Waters), Don Beddoe (George Norris), Paula Winslowe (Martha Norris), Gary Vinson (Marv Adams), Harry Landers (Donald Briggs), Olive Blakeney (sig.ra Adams), Rusty Lane (cap. Joe Glass), Clifford Botelho (Pedro)

## Una ragazza ostinata
- Titolo originale: The Case of the Sulky Girl
- Diretto da: Christian Nyby
- Scritto da: Harold Swanton

### Trama
Frances Celane è una ragazza determinata che erediterà una fortuna al compimento dei 25 anni. Nei 18 mesi che mancano è costretta a sottostare allo zio che è suo tutore e che non soddisfa alcuno dei desideri di Frances, che peraltro vorrebbe sposare un giovane pittore. Frances si rivolge a Mason per cercare di costringere lo zio ad essere meno rigido. Prima di accettare l’incarico Mason fa delle indagini e scopre che Frances ha già sposato il suo pittore da quattro anni e che adesso non può aspettare i 18 mesi che mancano ai 25 anni, perché c’è un figlio in arrivo. La situazione precipita quando lo zio di Frances viene ucciso proprio mentre il marito di Frances si trova nella villa dove Frances e lo zio abitano. Mason sarà quindi costretto a difendere il giovane pittore dall’accusa di omicidio.
- Guest star: Bob Kline (ufficiale Delaney), Frank Wilcox (giudice Markham), Jack Gargan (impiegato di corte), Larry Thor (medico legale), Olive Sturgess (Fran Celane), William Schallert (Donald Graves), Lillian Bronson (Clara Mayfield), Robert Griffin (Crinston Crinston), Connie Cezon (Gertie), Brian G. Hutton (Rod Gleason), Raymond Greenleaf (Norton Norton), Howard Wendell (giudice Brian C. Purley), Paul Bryar (sergente Wilbur), Dick Winslow (reporter Andy)

## Una bellissima orchidea
- Titolo originale: The Case of the Silent Partner
- Diretto da: Christian Nyby
- Scritto da: Donald S. Sanford

### Trama
Mildred Kimber è ossessionata da un losco affarista, Harry Marlow, che vuole entrare come partner nella sua ben avviata attività di produzione di orchidee. Il marito di Mildred, Bob, ha il vizio del gioco e Marlowe si mette d’accordo con Sam Lynk (titolare di un locale dove si gioca a poker) per imbrogliare Bob e sottrargli parecchi titoli azionari dell’azienda.
Quando Mildred viene a sapere che Bob ha perso i titoli della sua azienda, fissa un appuntamento con Mason per il giorno successivo e si reca da Sam. Non lo trova, ma viene contattata da Lola, assistente di Sam che desiderosa di vendicarsi (Sam la tradisce) si offre di fornire le prove che la partita a poker era truccata ai danni di Bob. Mildred si fa promettere da Lola che verrà il giorno dopo a dire tutto a Mason.
Durante la notte Lola telefona a Mason per chiedere aiuto: è stata avvelenata. Mason informa Tragg e insieme riescono a arrivare in tempo prima che il veleno la uccida.
Mason decide di fare delle indagini e va a trovare Sam: lo trova ucciso con un colpo di pistola. Sulla scena del crimine vede prove che accusano Mildred. Deve quindi darsi da fare per proteggerla.
- Guest star: Charles Franc (sig. Curtis), Jann Darlyn (Miss Carling), Don Anderson (poliziotto), Joe Quinn (cap. dei pompieri), Peggy Maley (Lola Florey), Dan Seymour (Harry Marlow), Anne Barton (Mildred Kimber), Mark Roberts (Bob Kimber), Cyril Delevanti (Tulloch), Michael Emmet (Sam Lynk), Joe Abdullah (Mack Fried), Henry Hunter (dottor Rubin), Dawn Richard (Ginger Kay), James McCallion (Smitty) (Jimmy McCallion), Janet Stewart (ragazza reporter), Dan Sheridan (Welsh), Ed Stevlingson (Henry), Dick Geary (interno)

## Una bella vacanza
- Titolo originale: The Case of the Angry Mourner
- Diretto da: William D. Russell
- Scritto da: Francis Cockrell

### Trama
Carla Adrian si trattiene fino a tarda notte a vedere filmini delle vacanze con Mark Cushing. Quest'ultimo è su una sedia a rotelle per una frattura ad una gamba, ma nonostante questo riesce ad allungare le mani, rimediando solo uno schiaffo. Quella stessa notte Sam Burris viene svegliato da uno sparo e sveglia la moglie Betsy; insieme sentono una donna urlare e osservano col binocolo cosa accade a casa di Mark: vedono Belle Adrian, madre di Carla, aggirarsi nella casa. Non si preoccupano ma decidono di chiamare lo sceriffo riferendo di aver sentito uno sparo, un vetro che si rompeva e una donna che urlava. Lo sceriffo recatosi a casa di Mark lo trova ucciso. Nei pressi della casa di Mark sta passando una vacanza Perry Mason. A Perry si rivolge Belle Adrian, dicendo che vorrebbe tutelare la reputazione di Carla: Mason dovrebbe individuare l'identità della donna che ha urlato prima che i giornalisti vengano a sapere che Carla si intratteneva con Mark, il quale aveva una pessima reputazione. Ma le prove si rivolgono subito contro Belle.
- Guest star: Addison Richards (George Lansing), Eve McVeagh (Nora Fleming), Harry Tyler (impiegato di corte), Eric Sinclair (Mark Cushing), Sylvia Field (Belle Adrian), James Westerfield (sceriffo Elmore), Joan Weldon (Marion Keats), Paul Fix (procuratore distrettuale Hale), Dorothy Adams (Betsy Burris), Malcolm Atterbury (Sam Burris), Barbara Eden (Carla Adrian), Peter Nelson (Harvey Delano), William Boyett (poliziotto in moto)

## Il bacio dell'addio
- Titolo originale: The Case of the Crimson Kiss
- Diretto da: Christian Nyby
- Scritto da: Joel Murcott, Walter Doniger e Milton Geiger

### Trama
Fay Allison sta per sposare Dane Grover, tempo prima fidanzato con Anita Bonsal, attuale coinquilina di Fay. Adesso Anita è l'amante di Carver Clement che promette di divorziare per sposarla. Una sera Fay va da Carber per uscire insieme; questi gli dice di andare avanti in macchina che la raggiungerà, ma poi non si fa più vedere. Anita spazientita rientra nel suo appartamento dove trova Fay e insieme decidono di prepararsi un cioccolato caldo. Quando più tardi arriva nell'appartamento Louise Marlow, zia di Fay, trova le ragazze drogate e addormentate. Louise chiama subito Perry Mason che, facendo subito delle indagini nell'appartamento, trova una chiave di un altro appartamento dello stesso stabile. Perry va a controllare e trova il cadavere di Carber.
- Guest star: Frances Bavier (Louise Marlow), Douglas Evans (Don Ralston), Frank Wilcox (giudice Randolph), John Harmon (Lab Man), Jean Willes (Anita Bonsal), Sue England (Fay Allison), Douglas Dick (Dane Grover), Gloria McGehee (Shirley Tanner), John Holland (Carver Clement), Connie Cezon (Gertie), Joi Lansing (Vera Payson), Howard Culver (dottor Bill Hawley)

## Molti modi per pagare
- Titolo originale: The Case of the Vagabond Vixen
- Diretto da: Christian Nyby
- Scritto da: Al C. Ward

### Trama
Peter Handsell, assieme alla giovane Veronica Dale, organizza ricatti ai danni di facoltosi imprenditori. La ragazza con l’autostop si fa dare passaggi dal malcapitato, per poi creare situazioni imbarazzanti. 
Le ultime vittime sono Edgar Ferrell e John Addison, quest’ultimo cliente di Mason. L’avvocato interviene per salvaguardare John dal ricatto, ma dovrà presto difenderlo dall'accusa di omicidio quando Edgar Ferrell viene trovato ucciso. La vicenda del ricatto si intreccia con l’omicidio mettendo a dura prova l’avvocato.
- Guest star: Perry Ivins (Print Man), Pierre Watkin (giudice Keetley), Jack Gargan (impiegato di corte), Russell Trent (Neff), Robert Ellenstein (John Addison), Catherine McLeod (Lorraine Ferrell), Carolyn Leigh (Veronica Dale), Peggy Converse (Myrtle Northrup), James Anderson (Peter Handsell), Barbara Pepper (sig.ra Dale), Paul Cavanagh (Edgar Ferrell), Robert Carson (sergente Bent), Lee Miller (vice sceriffo)

## Il cadavere scomparso
- Titolo originale: The Case of the Runaway Corpse
- Diretto da: Christian Nyby
- Scritto da: Malvin Wald e Jack Jacobs

### Trama
Myrna Davenport ha da pochi mesi ereditato una fortuna dallo zio Charles. Il marito di Myrna, Ed Davenport, accusa Myrna di volerlo avvelenare con l’arsenico e di avere allo stesso modo avvelenato lo zio Charles. Lascia quindi la sua casa e si stabilisce in un motel. Nel motel si sente male e viene curato dal dottor Renault, il quale chiama la moglie, considerando molto gravi le condizioni del marito. Ed muore davanti al dottor Renault ed a Myrna. <be>Il dottore chiede l’intervento della polizia, ma quando il tenente Tragg arriva nel motel il corpo di Ed è scomparso. Myrna nel frattempo si era già rivolta a Mason che deve darsi da fare per dipanare la matassa. Si scopre presto che lo zio Charles è stato realmente avvelenato con l'arsenico ed il corpo di Ed viene trovato a parecchie miglia di distanza in una fossa scavata nel bosco. 
- Guest star: Martha Wentworth (Motel Manager), Robin Morse (dottor Mitchell), Edwin Jerome (giudice), Jack Kenny (Kenny), June Dayton (Myrna Davenport), James Maloney (dottor Renault), Sarah Selby (Louise Ansel), Adam Williams (Jason Beckmeyer), Rebecca Welles (Rita Norge), John Stephenson (Ed Davenport), Michael Fox (dottor Hoxie), William Challee (Medford), Keith Alan (ufficiale Bloom), Jack W. Harris (impiegato di corte)

## Delitto a bordo
- Titolo originale: The Case of the Crooked Candle
- Diretto da: Christian Nyby
- Scritto da: Robert Tallman

### Trama
Due giovani signore, Martha e Rita, si incontrano casualmente in un salone di bellezza pretendendo di avere entrambe un appuntamento a nome di Signora Bradford. Entrambe dicono di essere sposate con Joe Bradford e di vivere col marito allo stesso indirizzo di Beverly Hills. 
 Martha contatta subito il marito che evita di incontrarla perché deve subito partire per un viaggio di lavoro a bordo del suo battello. Martha si reca quindi da Mason per chiedere assistenza. Mason assieme a Della si dà da fare per rintracciare Joe, ma quando i due vanno a bordo del battello di Joe, lo trovano morto. 
Martha viene accusata di omicidio e il compito di Mason sarà reso più difficile dal fatto che le impronte di Martha vengono trovate sulla scena del crimine e che viene provato che sono state lasciate il giorno del delitto. Martha, mentendo al suo avvocato, afferma di non essere stata a bordo quel giorno.
- Guest star: Bruce Cowling (Joe Bradford), Henry Corden (Nikolides), Helene Santley (receptionist), Frank Wilcox (giudice), Nancy Gates (Martha Bradford), Whit Bissell (Larry Sands), Doris Singleton (Rita Bradford), Robert Clarke (Jack Harper), Francis McDonald (capitano Noble), Hal Taggart (commesso)

## Una donna in mare
- Titolo originale: The Case of the Negligent Nymph
- Diretto da: Christian Nyby
- Scritto da: Richard Grey

### Trama
Arthur Dorian trova sulla spiaggia una bottiglia con dentro un biglietto in cui Agatha Alder dichiara che è sul punto di essere assassinata dal nipote George Alder. Agatha è veramente annegata cadendo in mare dal suo yacht durante una tempesta. Dorian porta subito il biglietto da Alder e chiede in cambio solo 50 dollari. 
La segretaria di Alder, Sally Fenner, ascolta la conversazione e ritenendo che il contenuto del biglietto sia veritiero, si licenzia. 
La notte successiva Sally si introduce nello studio di Alder per sottrarre il biglietto, ma non si accorge che nello studio c’è il cadavere di George. Viene sorpresa dal guardiano, ma riesce a scappare col biglietto gettandosi in mare inseguita dal cane di guardia. In mare viene recuperata da Mason a Drake che stanno pescando sul loro battello.
 Sally viene ovviamente accusata del delitto e Mason dovrà difenderla. 

Fonte: Riassunto scritto dopo aver rivisto l'episodio del telefilm originale.
- Guest star: Troy Melton (agente di polizia), Robert Tafur (Martinez), Elvera Corona (ballerina), Irene Calvillo (cameriera), Connie Cezon (Gertie), Joan Banks (Karen Alder), David Lewis (George Alder), James Griffith (Arthur Dorian), Peggie Castle (Sally Fenner), Nadia Posey (Nina Santos), James Nusser (giudice), Forrest Lewis (dottor Murray), John Cliff (guardia Hess), Mike Kopcha (fotografo polizia)

## Stanza 815
- Titolo originale: The Case of the Moth-Eaten Mink
- Diretto da: Ted Post
- Scritto da: Laurence Marks e Ben Starr

### Trama
Mentre Perry e Della sono al ristorante, la cameriera che avrebbe dovuto servirli, Dixie Dayton, sparisce improvvisamente dopo aver visto entrare nel locale un losco individuo (George Fayette). Scappando via dal locale viene prima presa di mira da alcuni colpi di pistola e poi investita da un’auto e portata in ospedale.
Morey Allen, il proprietario del locale e amico di Perry, chiede aiuto all’avvocato anche se ancora non è chiaro da cosa debba essere difeso. 
La faccenda si intreccia con le indagini sull’uccisione di un poliziotto, avvenuta un anno prima. La pistola usata per quel delitto viene trovata in un banco di pegni e la ricevuta del pegno trovata in possesso della cameriera. 
Morey Allen e Dixie Dayton spariscono dalla scena e la polizia, che ritiene siano in possesso di informazioni fondamentali alle indagini sull’omicidio del poliziotto, accusa Mason di nasconderli. Quando George Fayette viene trovato morto in una stanza d’albergo Mason si trova a dover difendere l’amico e la cameriera da due omicidi.

Fonte: Riassunto scritto dopo aver rivisto l'episodio del telefilm originale.
- Guest star: Connie Cezon (Gertie), Marc Krah (George Fayette), Jack Gargan (ufficiale pubblico), Brian G. Hutton (addetto al parcheggio), Douglas Kennedy (sergente Jaffrey), Robert Osterloh (Morey Allen), Kay Faylen (Dixie Dayton), Than Wyenn (Frank Hoxie), Roxanne Arlen (Mae Nolan), Grandon Rhodes (giudice), Lyn Guild (Drake's Operator)

- Nota. Per quanto trasmesso come 13ª puntata della prima serie, questo è il primo episodio filmato (ottobre 1956).
Il romanzo di E.S. Gardner The Case of the Moth-Eaten Mink è stato pubblicato in italiano nel 1955 dai Gialli Mondadori con il titolo Perry Mason e la pelliccia tarmata.

## L'eredità di Carol
- Titolo originale: The Case of the Baited Hook
- Diretto da: Christian Nyby
- Scritto da: Richard Grey

### Trama
- Guest star: Peg Whitman (receptionist), Connie Cezon (Gertie), Frank Marlowe (custode), Lyle Latell (ufficiale Bill Duggan), Geraldine Wall (Abigail E. Leeds), Willard Sage (Robert Dawson), Judith Braun (Carol Stanley), Alfred Hopson (Richard Ellis), Mary Castle (Enid Shaw), George N. Neise (Albert Tydings), Maurice McEndree (Herb Mulligan)

## Un ventaglio di piume
- Titolo originale: The Case of the Fan-Dancer's Horse
- Diretto da: William D. Russell
- Scritto da: Stirling Silliphant

### Trama
Nel ranch di John Callender c'è un tentativo di furto con il ladro che scappa a cavallo; una fucilata colpisce il cavallo. Poco dopo Perry Mason, passando da quelle parti è testimone di un incidente d'auto: il colpevole scappa la donna incidentata è soccorsa dal marito, sul posto resta una scatola con un ventaglio di piume di struzzo e due scarpe da ballerina con le iniziali LF. Evidentemente la donna ha subito l'incidente mentre stava andando a consegnare ventaglio e scarpe a qualcuno. Perry decide di completare l'opera e a tal fine mette un annuncio sul giornale. Due persone entrano in contatto con Mason: John Callender e Arthur Sheldon, ma ambedue cercano di recuperare un cavallo.
Dalle successive indagini emerge che le scarpe appartengono a Lois Fenton ex ballerina con piume di struzzo, poi moglie di John Callender ma ora lo ha lasciato e vuole divorziare. Ma John Callender si oppone con un ricatto basato su presunti assegni falsi di Jasper Fenton, fratello di Lois, che ha tentato di recuperare gli assegni durante il tentativo di furto al ranch. Callender vuole recuperare il cavallo per incastrare Lois. Arthur Sheldon vuole recuperare il cavallo perché è innamorato di Lois e vorrebbe che Mason assumesse l'incarico di proteggerla. Ma la notte stessa delle indagini di Mason, John Callender viene accoltellato. Perry Mason deve completare le indagini per chiarire il caso e salvare Lois Fenton dall'accusa di omicidio.
- Guest star: Connie Cezon (Gertie), John Brinkley (Jasper Fenton), James Nolan (Meeker), Rusty Wescoatt (sergente Holcomb), Susan Cummings (Lois Fenton), Scott Elliott (Arthur Sheldon), Judy Tyler (Cherie Chi-Chi), Robert Bice (Faulkner), Minerva Urecal (padrona di casa), Hugh Sanders (John Callender), Sydney Smith (giudice Donahue), Herbert Lytton (dottor Lambert)

## Il siero della verità
- Titolo originale: The Case of the Demure Defendant
- Diretto da: László Benedek
- Scritto da: Ben Brady e Richard Grey

### Trama
Nadine Marshall vorrebbe sposarsi con John Locke. Vive con lo zio Martin Wellman, di cui è in pratica la badante-schiava. Lo zio non è per niente soddisfatto del matrimonio e ricatta la nipote: se sposerà John invierà allo stesso una busta con documenti compromettenti. Quello stesso giorno Nadine sottrae del cianuro dal laboratorio di John e tornando a casa prepara un cioccolato caldo allo zio. Questi è intanto a colloquio con un'altra nipote Marion Newburn e con suo marito Lester Newburn; gli sta comunicando di aver diseredato tutti, lascerà tutto in beneficenza. Quando Marion e Lester escono dalla stanza dello zio ed entrano in cucina, Nadine porta il cioccolato caldo allo zio che muore subito. La morte viene considerata naturale. Nadine è sconvolta, ha una crisi e va in cura con uno psichiatra che la interroga con il siero della verità: confessa di aver avvelenato lo zio, non voleva perché aveva preso il cianuro per suicidarsi ma ha finito per avvelenare lo zio. Lo psichiatra registra la confessione e la fa sentire a Perry Mason. Mason comincia a fare delle indagini ma si trova presto con l'accusa di aver manipolato le prove. E Nadine sarà processata.
- Guest star: Lida Piazzo (Miss Wilson), Jack W. Harris (impiegato di corte), Lei Lani Sorenson (ragazzina), Rickie Sorensen (Arthur Lindner), Christine White (Nadine (Nadine Marshall), Clem Bevans (capitano Hugo), Fay Baker (Marion Newburn), Walter Coy (Lester Newburn), Barry Atwater (dottor Denair), Sherwood Price (John Locke), Alexander Campbell (Wellman), Morris Ankrum (giudice), Connie Cezon (Gertie), Maurice Manson (dottor Granby), Steven Geray (Korbell), Joseph Mell (proprietario stand), Paul Hahn (uomo della balistica), John Mitchum (operativo), Ashley Cowan (messaggero)

## Il diario nascosto
- Titolo originale: The Case of the Sun Bather's Diary
- Diretto da: Ted Post
- Scritto da: Gene Wang

### Trama
- Guest star: Walter Reed (detective Myers), Paul Brinegar (Tom Sackett), Jon Locke (Sam Elliott), Nesdon Booth (Hartsel), Susan Morrow (Arlene Dowling), Carl Betz (dottor Chandler), Gertrude Michael (Helen Rucker), Peter Leeds (Bill Emory), Connie Cezon (Gertie), Ralph Moody (George Ballard), Kenneth R. MacDonald (giudice), John Pickard (sergente Neil)

## Un alibi di ferro
- Titolo originale: The Case of the Cautious Coquette
- Diretto da: László Benedek
- Scritto da: Leo Townsend e Gene Wang

### Trama
- Guest star: Jeanne Bates (uomo della Western Union), Ralph Sanford (Pat), Weaver Levy (Jimmy), Paul Hahn (sergente Davis), Virginia Gregg (Sheila Cromwell), Donald Randolph (Steven Argyle), Kipp Hamilton (Elaine Barton), Harry Jackson (Harry Pitkin), Chet Stratton (Francis Bates), Sidney Clute (Frederick Arms), James Seay (Ross Hollister), Sydney Smith (giudice Osborn), K. L. Smith (Joe Raymond), Brett Halsey (Robert Finchley), Ed Hinton (sceriffo Mark Daley), Stephen Ellsworth (sergente Kenny), Jack Gargan (impiegato di corte)

## Situazione disperata
- Titolo originale: The Case of the Haunted Husband
- Diretto da: Lewis Allen
- Scritto da: Gene Wang

### Trama
Della convince Perry Mason a occuparsi di un caso in cui una ragazza viene accusata di aver rubato una macchina e ucciso l'autista di un camion. La ragazza afferma che un altro uomo guidava la macchina.
Dopo altri due omicidi Perry dipana la matassa.
- Guest star: Harlan Warde (Harold Hanley), John Hubbard (Michael Greeley), Sydney Smith (giudice), Herb Vigran (Charlie), Karen Steele (Doris Stephanak), Grant Richards (Jerry Heywood), Patricia Hardy (Claire Olger), Fredd Wayne (Ernie Tanner), Helen Westcott (Marcia Greeley), Jack Gargan (impiegato di corte)

## L'investigatore nei pasticci
- Titolo originale: The Case of the Lonely Heiress
- Diretto da: László Benedek
- Scritto da: Donald S. Sanford

### Trama
- Guest star: Gail Kobe (Marge), Betty Lou Gerson (Agnes Sims), Frank Wilcox (giudice), Robert Williams (tenente Kramer), Robert H. Harris (Edmund Lacey), Anna Navarro (Delores Cotero), L. Q. Jones (Charles Barnaby), Kathleen Crowley (Marilyn Cartwright), Richard Crane (George Moore), Robert McQueeney (dottor L.J. Palmer)

## A lei signor Mason
- Titolo originale: The Case of the Green-Eyed Sister
- Diretto da: Christian Nyby
- Scritto da: Richard Grey

### Trama
- Guest star: Alan Gifford (dottor Fisher), Dennis King (dottor Hanover), Leonard Bell (tassista), Charles Tannen (impiegato notturno), Connie Cezon (Gertie), Virginia Vincent (Harriet Bain), Dan Riss (Arthur West), Robin Hughes (Addison Doyle), Tina Carver (Sylvia Bain), Carl Benton Reid (Ned Bain), James Bell (J.J. Stanley), Morris Ankrum (giudice), Jack Gargan (impiegato di corte)

## La strana morte del dr. Morris
- Titolo originale: The Case of the Fugitive Nurse
- Diretto da: László Benedek
- Scritto da: Al C. Ward e Gene Wang

### Trama
- Guest star: Joey Ray (lavoratore), Gil Frye (Marshall), Owen Cunningham (giudice), Jack Kenny (detective), Shepperd Strudwick (dottor Norris), Bethel Leslie (Janet Norris), Dabbs Greer (Dave Kirby), Maxine Cooper (Gladys Strome), Jeanette Nolan (sig.ra Kirby), Woody Chambliss (Phil Reese), Helen Brown (sig.ra Strome), Al Lettieri (Arthur Strome), Arthur Hanson (tenente Brewer), Larry J. Blake (Smith), George Davis (Frederick), Sydney Mason (detective Ralston), Lee Roberts (detective Ron Jacks), Jack W. Harris (impiegato di corte)

## Un occhio vigile
- Titolo originale: The Case of the One-Eyed Witness
- Diretto da: Christian Nyby
- Scritto da: Robert C. Dennis

### Trama
- Guest star: Ray Kellogg (detective), Jack W. Harris (impiegato di corte), Doris Wiss (Suzie), John Sands (pilota charter), Angie Dickinson (Marian Fargo), Luis Van Rooten (Samuel Carlin), Dorothy Green (Diana Maynard), Paul Picerni (Charles Gallagher), Eve Miller (Nora Kelly), Peter Adams (Arthur Fargo), Vincent Perry (giudice), Richard Benedict (Steve Daniels), Jan Arvan (Pierre), Sam Gilman (George Danvers), Jean Del Val (cameriere), Ralph Montgomery (Bus Clerk), Shirley Buchanan (operatrice telefonica)

## La donna del visone
- Titolo originale: The Case of the Deadly Double
- Diretto da: Andrew V. McLaglen
- Scritto da: Samuel Newman

### Trama
- Guest star: Jack Gargan (impiegato di corte), George E. Stone (George), Josef Elman (Tony), Peter Opp (Johnson), Constance Ford (Helen Reed/Joyce Martel), Denver Pyle (Robert Crane), Carole Mathews (Cora Dunbar), Paul Langton (Harry Vance), Murray Hamilton (John Davis Hale), Abraham Sofaer (dottor Maitland), Louise Truax (Sarah), Carleton G. Young (David Reed), Pierre Watkin (giudice), Frank Jenks (tassista), Clark Howat (sergente Grant), Carlyle Mitchell (dott. Desmond), Kellogg Junge Jr. (Tommy Reed)

## Cercasi ereditiera
- Titolo originale: The Case of the Empty Tin
- Diretto da: Andrew V. McLaglen
- Scritto da: Seeleg Lester

### Trama
- Guest star: Anthony Jochim (Elston Carr), Mary Shipp (Miriam Hocksley), Otto Waldis (John Lowell), Frank Wilcox (giudice), Toni Gerry (Doris Hocksley), Warren Stevens (Alan Neil), Olive Deering (Rebecca Gentrie), Benson Fong (Gow Long), Bert Holland (dottor Morton)

## Il caso Shelby
- Titolo originale: The Case of the Half-Wakened Wife
- Diretto da: Anton M. Leader
- Scritto da: Stanley Niss

### Trama
- Guest star: Howard Petrie (Ben Parker), Jason Johnson (giudice Ellsworth), Paul E. Burns (Richy), Peter Hansen (proc. Howard Black), Phyllis Avery (Marion Shelby), Stewart Bradley (Frank Lawton), Barbara Lawrence (Ellen Waring), Claude Akins (Phillip Dix), Jonathan Hole (Arthur Williams), Tom Palmer (Scott Shelby), Frederick Draper (Ted Young)

## Una cliente smemorata
- Titolo originale: The Case of the Desperate Daughter
- Diretto da: Arthur Hiller
- Scritto da: Gene Wang

### Trama
- Guest star: Ivan Bonar (detective Marlowe), Gere Craft (Helene), Patricia Mowry (cameriera), Paul Genge (detective Davis), Gigi Perreau (Doris Bannister), Robert F. Simon (Edward Bannister), Osa Massen (Lisa Bannister), Werner Klemperer (Stefan Riker), Don Durant (Gary Marshall), Pierre Watkin (giudice), Wendell Holmes (dottor Forbes), Robert Williams (detective Quincey), Jack Gargan (impiegato di corte)

## Il delitto della stanza 709
- Titolo originale: The Case of the Daring Decoy
- Diretto da: Anton Leader
- Scritto da: Seeleg Lester

### Trama
- Guest star: Pamela Duncan (Rose Calvert), Grandon Rhodes (giudice), Donald Foster (H. B. Varnell), Louise Lorimer (sig.ina Eastman), H.M. Wynant (Daniel Conway), Marie Windsor (Linda Griffith), Jack Weston (Fred Calvert), Jacqueline Scott (Amelia Armitage), Johnny Mack Brown (Warner Griffith), Natalie Norwick (Mavis Jordan), Jack Gargan (impiegato di corte)

## Sala da ballo
- Titolo originale: The Case of the Hesitant Hostess
- Diretto da: Christian Nyby
- Scritto da: Al C. Ward

### Trama
- Guest star: George Cisar (sig. Wickett), Fay Roope (giudice), Paul Serra (stenografo di corte), Robert Karnes (detective Purvis), Karen Sharpe Kramer (Inez Kaylor), Fred Sherman (Albert Sanders), June Vincent (Martha Rayburn), Les Tremayne (Fred Archer), Ned Wever (Joe Gibbs), Betty Utey (Kim Lane), Robin Raymond (segretaria), Gil Frye (detective Ralph Faulkner), Jacqueline Holt (Christine), Mike Mason (Larry Coles), John Alvin (Sam Walsh)

## Mason nei guai
- Titolo originale: The Case of the Screaming Woman
- Diretto da: Andrew V. McLaglen
- Scritto da: Dick Stenger e Gene Wang

### Trama
- Guest star: Dick Ryan (sig. Hill), Phil Arnold (Apartment Manager), Marian Collier (assistente/addetto), Jeanne Bates (Miss Clay), Ruta Lee (Connie Cooper), Berry Kroeger (Eugene Jarech), Josephine Hutchinson (Leona Walsh), Arthur Shields (dottor George Barnes), Marian Seldes (Mary K. Davis), Philip Ober (Ralph Davis), Karin Booth (Susan Marshall), Don Gardner (Bob Schroeder), Morris Ankrum (giudice Cameron), Jack Gargan (impiegato di corte)

## Arsenico in bianco
- Titolo originale: The Case of the Fiery Fingers
- Diretto da: Arthur Marks
- Scritto da: Laurence Marks

### Trama
Quando Louise Gordon scopre che la cameriera, Charlotte Lynch, è l'amante del marito George, ha una animata discussione col marito durante la quale cade giù dalle scale e resta ferita. Da allora rifiuta di rivedere George. Solo la cugina Vicky Braxton e l'infermiera Nora Mae Quincey possono vederla. Ma poco dopo Louise viene avvelenata con l'arsenico e Nora Mae viene accusata dell'omicidio.
- Guest star: Connie Cezon (Gertie), Sydney Smith (giudice), Gil Frye (detective), Charles Davis (dottor James Meecham), Mary La Roche (Vicky Braxton), Edward Norris (George Gordon), Lenore Shanewise (Nora Mae Quincey), Susan Dorn (Louise Gordon), Fay Spain (Charlotte Lynch), Robert Burton (dottor W. Fremont (Dr. Walter Fremont), Charles Lane (dottor Williams), Jack Gargan (impiegato di corte)

## Un uomo in mare
- Titolo originale: The Case of the Substitute Face
- Diretto da: William D. Russell
- Scritto da: Francis Cockrell

### Trama
- Guest star: Noel Drayton (Purser), Donald Lawton (Daniel James (Morgan Shreeve), Bill Quinn (Christopher Walsh), Stanley Farrar (contabile), Lurene Tuttle (Anna Houser), Maureen Cassidy (Laura Houser), Joan Tabor (Evelyn Whiting), Ralph Dumke (Roland Carter), Theodore Newton (Carl Houser), Maurice Wells (Andrew Dale), Frank Wilcox (giudice Romley), Gavin Gordon (capitano Waters), Barbara Collentine (Marta Lawrence)

## Le tre pistole
- Titolo originale: The Case of the Long-Legged Models
- Diretto da: Anton Leader
- Scritto da: Seeleg Lester

### Trama
- Guest star: Jack W. Harris (impiegato di corte), Ray Walker (Salesman (Bill), Joey Ray (poliziotto), Billy Snyder (Joe), Peggy McCay (Stephanie Faulkner), Alix Talton (Eva Elliott), Joe De Santis (George Castle), Lyle Talbot (Michael Garvin Sr.), William Swan (Michael Garvin Jr.), Russell Thorson (Glenn Faulkner), Frank Wilcox (giudice), Ann McCrea (Margo Garvin), Carole Anderson (Model)

## Un orecchino di diamanti
- Titolo originale: The Case of the Gilded Lily
- Diretto da: Andrew V. McLaglen
- Scritto da: Richard Grey e Gene Wang

### Trama
- Guest star: Carleton G. Young (dottor Parsons), Alan Dexter (dottor Corley), Cy Malis (addetto al garage), Jack Gargan (impiegato di corte), Peggy Knudsen (Sheila Bowers), Barbara Baxley (Enid Griffin), Mari Aldon (Anne Brent), Grant Withers (Stewart Brent), Richard Erdman (Arthur Binney), Wally Brown (Harry Mitchell), Fay Roope (giudice Kyle), Max Wagner (custode)

## Tracce di morte
- Titolo originale: The Case of the Lazy Lover
- Diretto da: William D. Russell
- Scritto da: Francis Cockrell

### Trama
- Guest star: Yvonne Craig (Patricia Faxon), James Bell (P. E. Overbrook), Neil Hamilton (Bertrand Allred), Len Hendry (ufficiale), Harry Townes (Bob Fleetwood), Frances Helm (Bernice Archer), Kenneth R. MacDonald (giudice), Ann Lee (Lucille Allred)

## Proiezione in aula
- Titolo originale: The Case of the Prodigal Parent
- Diretto da: Arthur Marks
- Scritto da: Seeleg Lester e Gene Wang

### Trama
- Guest star: Michael Fox (dottor Samuel Anders), Chet Stratton (sig. Alcorn), Dean Casey (detective Sanchez), Richard Bull (stenografo di corte), Virginia Field (Irene Collaro), Herbert Rudley (George Durell), Fay Wray (Ethel Harrison), Andra Martin (Lorraine Stevens), Ann Doran (Claire Durell), John Hoyt (Joseph Harrison), Terry Becker (Phillip Larkin), Morris Ankrum (giudice), Nancy Kulp (Sarah Winslow), Leo Needham (ufficiale Norton)

## Un bambino in vendita
- Titolo originale: The Case of the Black-Eyed Blonde
- Diretto da: Roger Kay
- Scritto da: Gene Wang

### Trama
Diana Reynolds arriva nell'ufficio di Mason con un occhio nero fattogli da Bobby Carter, nipote del boss. Quando Marian Shaw, ex coinquilina di Diana viene uccisa nel residence di Carter, Diana viene accusata dell'omicidio.
- Guest star: Jack Lomas (sergente Brewster), Francis DeSales (dottor Rose), Joe Dominguez (Carlos Figueroa), Frank Sully (poliziotto), Whitney Blake (Diana Reynolds), Irene Hervey (Helen Bartlett), R. G. Armstrong (Matthew Bartlett), Ludwig Stossel (Otto Kessler), Jan Merlin (Tony Davis), Phyllis Coates (Norma Carter), Rachel Ames (Marian Shaw), Grandon Rhodes (giudice), Casey Peters (Bobby Carter)

## Diamanti purissimi
- Titolo originale: The Case of the Terrified Typist
- Diretto da: Andrew V. McLaglen
- Scritto da: Robert C. Dennis, Philip MacDonald e Ben Brady

### Trama
- Guest star: James Stone (rappresentante giuria), Jack Gargan (impiegato di corte), Boyd 'Red' Morgan (Muscleman), Frankie Darro (addetto all'ascensore Barney), Alan Marshal (James Kincaid Alias Duane Jefferson), Joanna Moore (Patricia Taylor), Joan Elan (sig.ra Lumis), Ben Wright (Walter Lumis), Connie Cezon (Gertie), Jack Raine (George Baxter), Kenneth R. MacDonald (giudice), Harald Dyrenforth (Henrich), Hank Patterson (Jack Gilly), Steve Carruthers (Duane Jefferson)

## Trent'anni dopo
- Titolo originale: The Case of the Rolling Bones
- Diretto da: Roger Kay
- Scritto da: Gene Wang

### Trama
- Guest star: James Nolan (assistente/addetto), William Remick (Herbert Walker), Olan Soule (cassiere), Ted Stanhope (impiegato di corte), Joan Camden (Donna Knox), Mary Anderson (Arlene Scott), Edgar Stehli (Daniel Reed), Arthur Space (Willard Scott), King Calder (Maury Lewis), Kitty Kelly (Millie Foster), Simon Scott (George Metcalfe), Richard Gaines (giudice Treadwell), Sid Tomack (Victor Kowalski), Morris Ankrum (giudice Morrissey), Richard Aherne (dottor Norris), Alan Lee (Dave Kemp), Lee Miller (agente di polizia statale)